# Cheminot
Pour l’article ayant un titre homophone, voir Chemineau.
Pour les articles homonymes, voir Cheminot (homonymie).

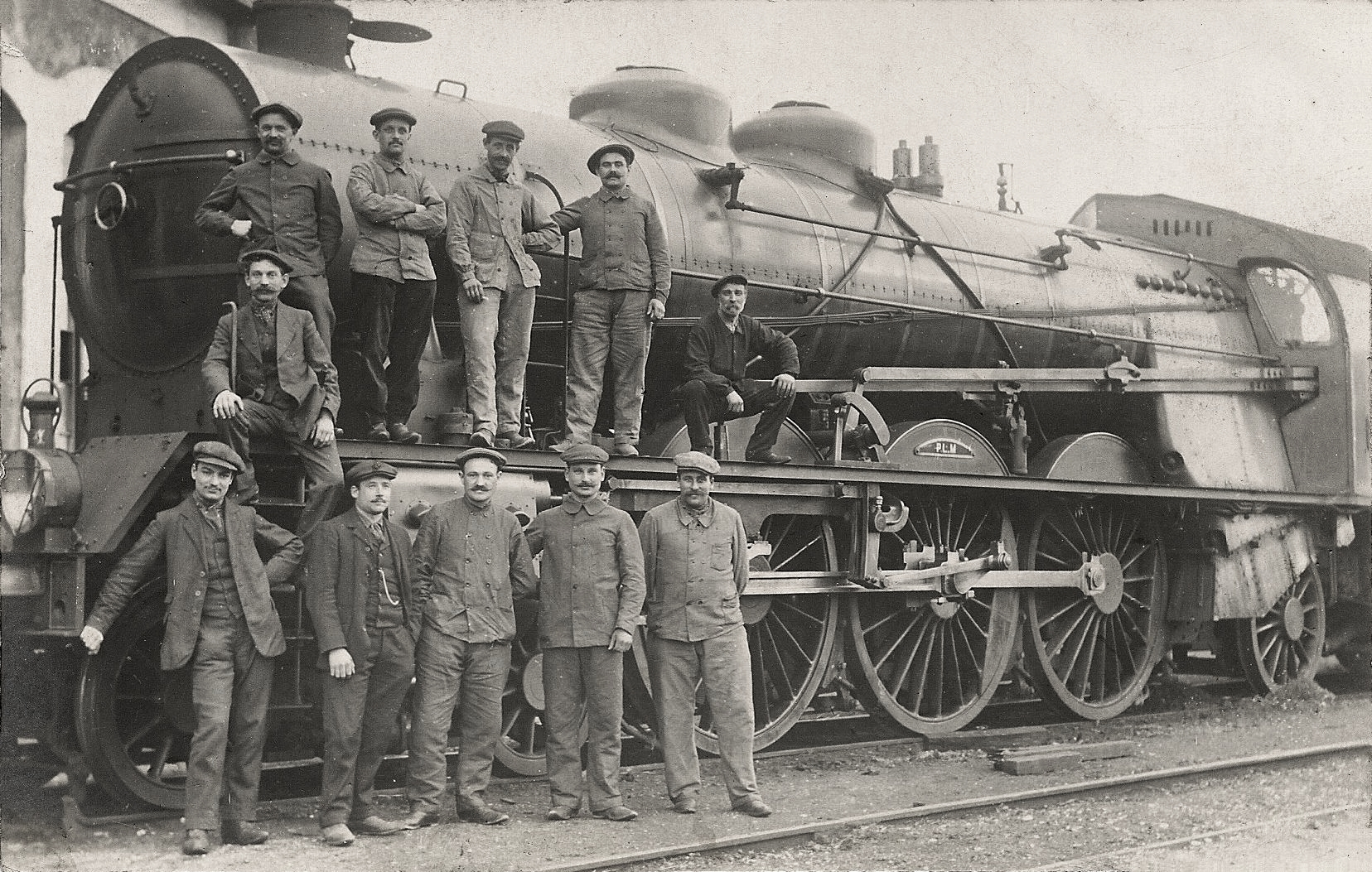
Locomotive à vapeur et cheminots.

Un cheminot, au féminin cheminote, est une personne employée dans les chemins de fer.

## Origine du mot

Cheminotes employées par la compagnie Baltimore & Ohio Railroad, 1943.

En français oral, le mot « cheminot » a d'abord été utilisé pour désigner un ouvrier parcourant les chemins pour trouver du travail, un vagabond, un mendiant errant dans les campagnes, et s'orthographiait parfois « chemineau ». Il a ensuite été utilisé pour désigner les employés des compagnies de chemins de fer puisqu'en se déplaçant le long des voies, ils cheminaient.
Aujourd'hui ce terme général désigne toute personne employée par une entreprise de transport ferroviaire. On utilise souvent le mot pour mettre l'accent sur la spécificité de la corporation, le poids de la tradition et la puissance revendicative que possèdent les cheminots.
Les cheminots de la SNCF bénéficiaient d'un statut spécial appelé le cadre permanent et usuellement désigné en tant que « statut cheminot ». Depuis le 1er janvier 2020, la SNCF ne recrute plus avec ce statut. En France, le terme cheminot est principalement utilisé pour désigner un employé de la SNCF par opposition à un employé d'une entreprise ferroviaire privée.

## Effectifs
En France, le personnel des chemins de fer passe de 47 000 agents en 1855, à 137 000 en 1867, 237 000 en 1882, 271 000 en 1904, 356 000 en 1913 soit 1,7 % de la population active (auxquels il faut ajouter 24 000 agents des réseaux secondaires) jusqu'à 497 000 en 1922, 506 000 en 1937, un maximum de 514 000 en 1938, pour décroitre ensuite à 491 000 en 1946,  360 000 en 1964, 192 000 en 1993 et 136 000 en 2020.
La croissance des effectifs en 1922 est due à l'application de la loi sur la journée de 8 heures, celle de 1937-1938 à la semaine de 40 heures, la décroissance des années 1950 et 1960, principalement à l'amélioration de la productivité (électrification, automatisation de nombreuses tâches) et aux fermetures de lignes secondaires, à partir des années 1970 au déclin du fret, à la suppression de services en gare (bagages enregistrés, fermeture de guichets..) et au recours à la sous-traitance.

## Métiers
Dès le début de l'exploitation des premières lignes, les services ferroviaires ont été divisés en trois catégories principales, Matériel et traction, Voies et bâtiments et Exploitation ou d'après Henri Vincenot dans la Vie quotidienne dans les chemins de fer au XIXe siècle, ceux de la locomotive, « les gueules noires », « les culs-terreux » de la voie et « les Môssieurs » de l'exploitation.
D'après François Caron, également Henri Vincenot, les relations entre les services techniques et l'exploitation ont partout été difficiles.
Dans la tradition des chemins de fer, l'identification précise des métiers a une grande importance. 
Certains métiers ont disparu, par exemple serre-frein avec la généralisation du frein continu dès les années 1880 dans les trains de voyageurs, les années 1920 pour les trains de marchandises, chauffeur avec la disparition de la traction à vapeur au début des années 1970 en France, saboteur dans les années 1950 à la suite de la pose de freins automatiques sur les voies des gares de triage. D'autres sont devenus très rares ou en voie de disparition, les garde-barrières avec la généralisation des barrières automatiques (et la suppression de nombreux passages à niveau).
Il existe à la SNCF un « guide des emplois-types » publié en 2022 afin de remplacer le « dictionnaire des filières » datant de 1991. Ce guide recense 153 emplois-types au sein de 13 familles professionnelles. 

### Métiers disparus

#### Le chauffeur
Le chauffeur était un employé des chemins de fer s'occupant de la marche d'une locomotive à vapeur. Il a disparu avec la fin des locomotives à vapeur (sauf aux États-Unis, où il a subsisté jusque dans les années 1980, à la suite de l'opposition du syndicat à l'abolition de ce poste).
Les locomotives à vapeur  étaient conduites par une équipe de deux agents, le chauffeur et le mécanicien, généralement titulaire d'une machine. Le chauffeur était notamment chargé de la « conduite du feu » et de la production de vapeur sous l'autorité du mécanicien .

#### Le chef de train
Le chef de train est doté de la responsabilité d’un convoi. De nos jours on parle d’agent d’accompagnement.

#### Le lampiste
Avant la généralisation de l'éclairage électrique dans les premières décennies au XXe siècle, le lampiste était l'employé chargé de l'entretien des lampes à huile, à pétrole puis à acétylène et de leur pose, sur les convois, à l'avant de la locomotive, les feux rouges à l'arrière, sur les signaux, sur les quais, dans les gares, dans les bureaux. L'entretien et la réparation des lampes était effectué dans l'atelier de la lampisterie qui existait dans les gares. Le lampiste était un ouvrier qualifié capable de fabriquer une lampe, assisté par plusieurs commis dans les gares importantes. 
Au XIXe siècle, avant le chauffage des trains par la vapeur de la locomotive, le lampiste des gares principales était également chargé de la préparation du placement et du retrait sous les sièges des compartiments de première et deuxième classes des bouillottes de chauffage, ceux de troisième classe n'étant pas chauffés.

#### Le mécanicien de locomotive
Le mécanicien de locomotive était, en France, l'employé dont la fonction est de conduire la locomotive d’un train. Il est généralement posté dans la cabine de la locomotive. Il formait avec le chauffeur une équipe titulaire d'une machine et responsable de sa tenue.

#### L'opérateur télégraphiste
L'opérateur télégraphiste était un employé dont la fonction était de transmettre et recevoir des ordres provenant du contrôleur de circulation ferroviaire, ainsi que de lui retransmettre la progression du train. Il établissait également les radio-télégrammes des voyageurs.

#### Pointeur
Le pointeur ou staticien était  chargé de recenser les wagons à l'arrivée en gare en notant leur destination et au départ sur les voies de débord en effectuant un relevé de matériel servant à suivre le trafic, à renseigner les clients et à préparer les bulletins de composition. Il rassemblait les écritures de chaque wagon remises par le chef de train, les triait et les classait. Cette activité nécessitait de longues marches de vingt ou trente kilomètres par jour. 

#### Le serre-frein ou garde-frein
La fonction du serre-frein était de serrer les freins de son véhicule, wagon pour les trains de marchandises, voiture d'un train de voyageurs sous les ordres du mécanicien de locomotive.
Cette fonction a graduellement disparu avec la généralisation du frein automatique dans les années 1880 dans les trains de voyageurs, dans la période de l'entre-deux-guerres dans les trains de marchandises.

#### Visiteur de gare
Le visiteur de gare inspectait les voitures et les wagons lors d'un arrêt en gare, en donnant des coups de marteau sur les bandages et les boîtes d'essieux pour détecter les anomalies (donc faire retirer du convoi le véhicule défectueux) et vérifier le bon fonctionnement du chauffage électrique. Ce métier a disparu remplacé par les détecteurs de boîtes chaudes.

#### Le saboteur
Le saboteur, ou « enrayeur », est l'employé chargé de poser un sabot sur le rail, afin de freiner et d'arrêter un wagon. Le sabot est un morceau de fonte, que l'on pose sur le rail. Lorsqu'un wagon arrive, il percute le sabot qui glisse sur le rail, ce qui immobilise le wagon au bout d'un moment.

#### Le wagonnier
Le wagonnier était un agent installé dans le fourgon de queue assurant la sécurité du convoi. C'était également un agent chargé de la manœuvre des wagons. Dans les ateliers, il travaillait à la construction, à l'entretien et au démontage des wagons. Dans les cours des triages, il était chargé de l'inspection du matériel remorqué.

### Métiers actuels

#### L’agent formation
Il est chargé d’appliquer les règles de freinage et de composition lors de la formation des trains et d’effectuer un essai de frein.

#### L'agent du service commercial trains
L'agent du service commercial trains est appelé « contrôleur » par le grand public ou « chef de bord », dénomination commerciale.

#### L'aiguilleur
L'aiguilleur est l'employé chargé de la manœuvre de signaux ou d'appareils de voie. L'aiguilleur opère généralement dans un poste d'aiguillage, bâtiment surélevé à proximité des gares, d'où les appareils de voie sont commandés par câbles puis électriquement, anciennement par leviers, actuellement par boutons à partir d'un tableau électronique. Un autre rôle appelé aussi aiguilleur était l'aiguilleur de dépôts. Celui-ci consistait à signaler au chef de feuille, responsable des machines dans les dépôts, les machines rentrant aux dépôts et à signaler au service exploitation les machines prêtes à prendre le service.

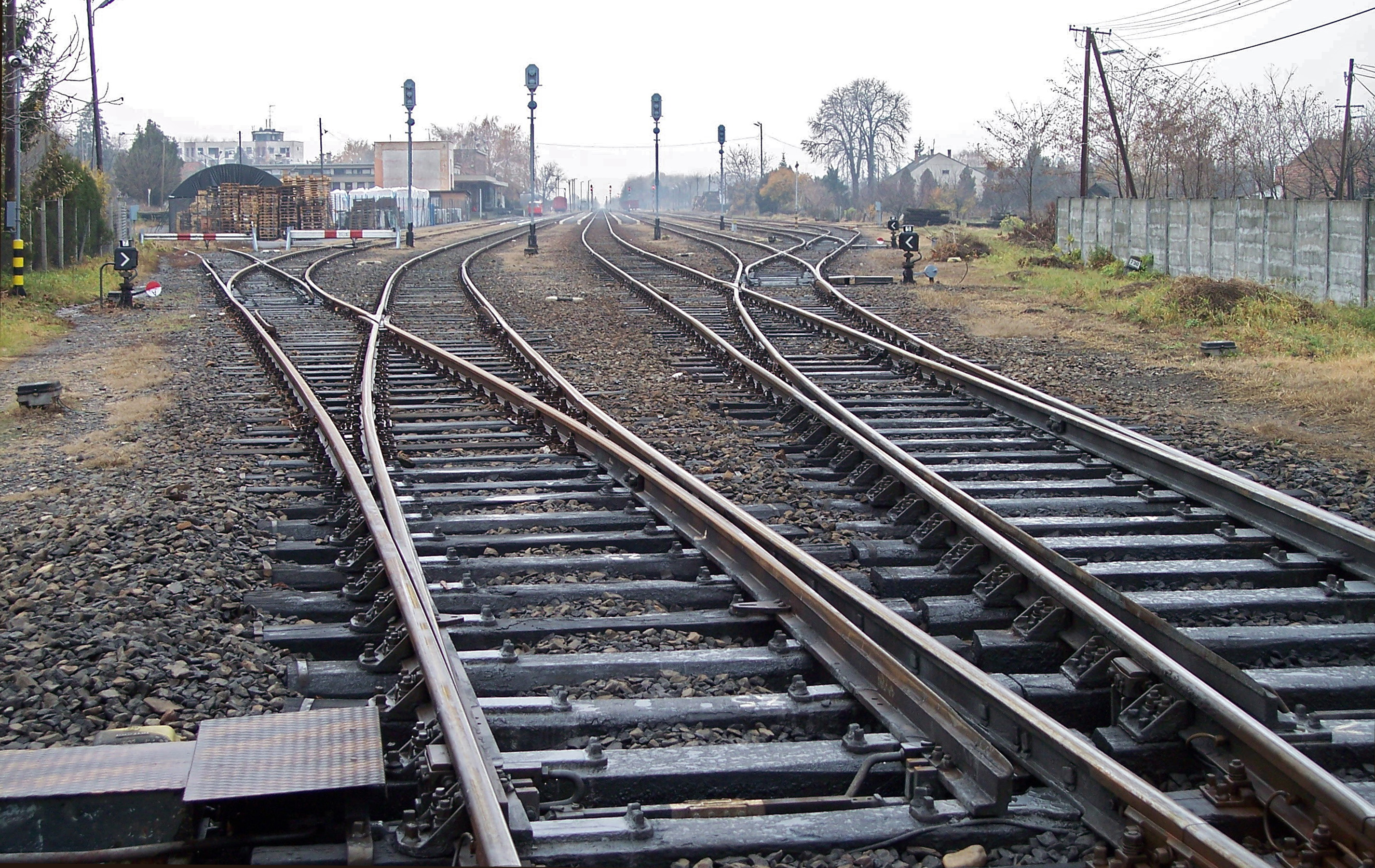
Appareils de voie.
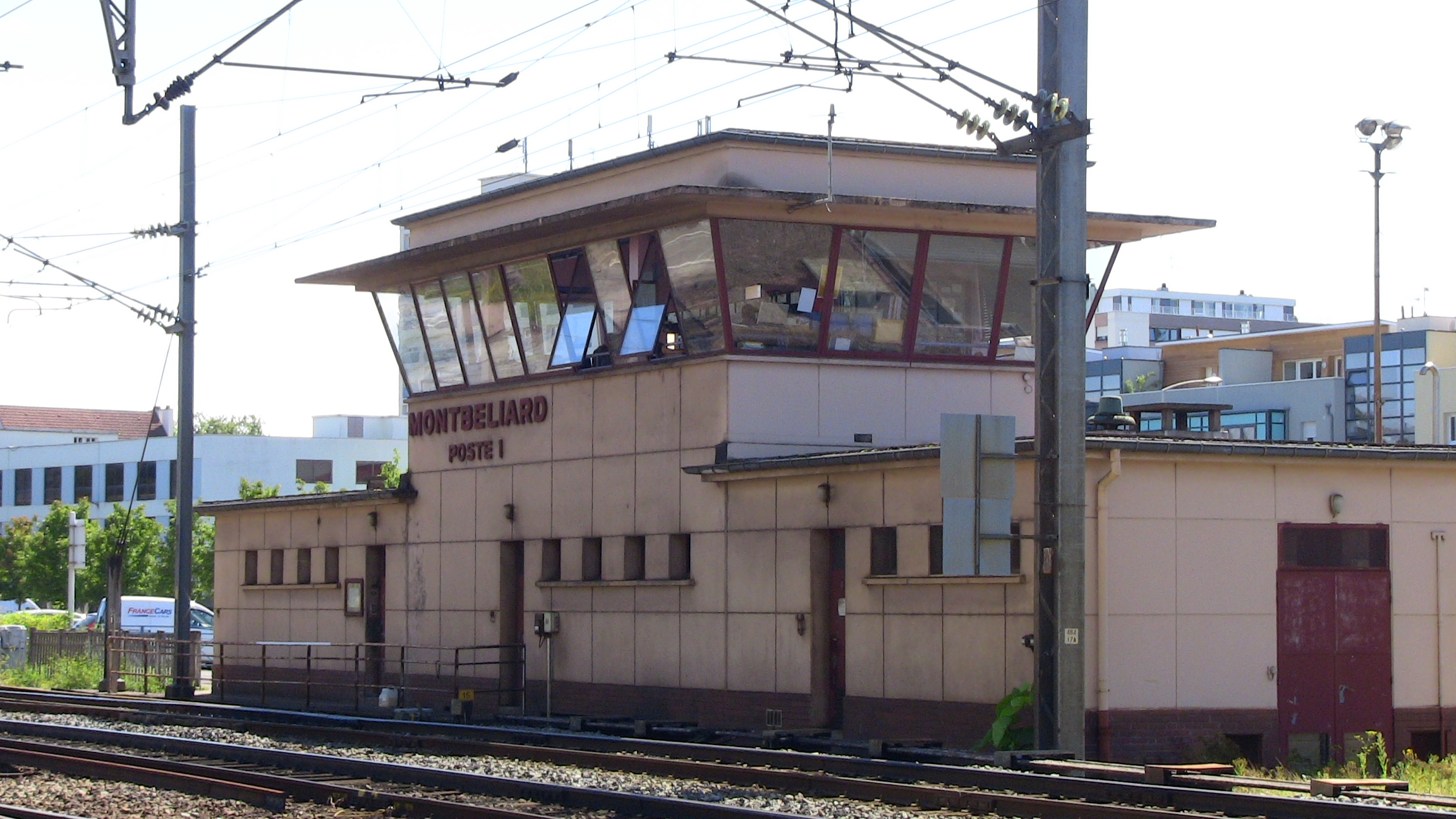
Poste d’aiguillage de Montbéliard.
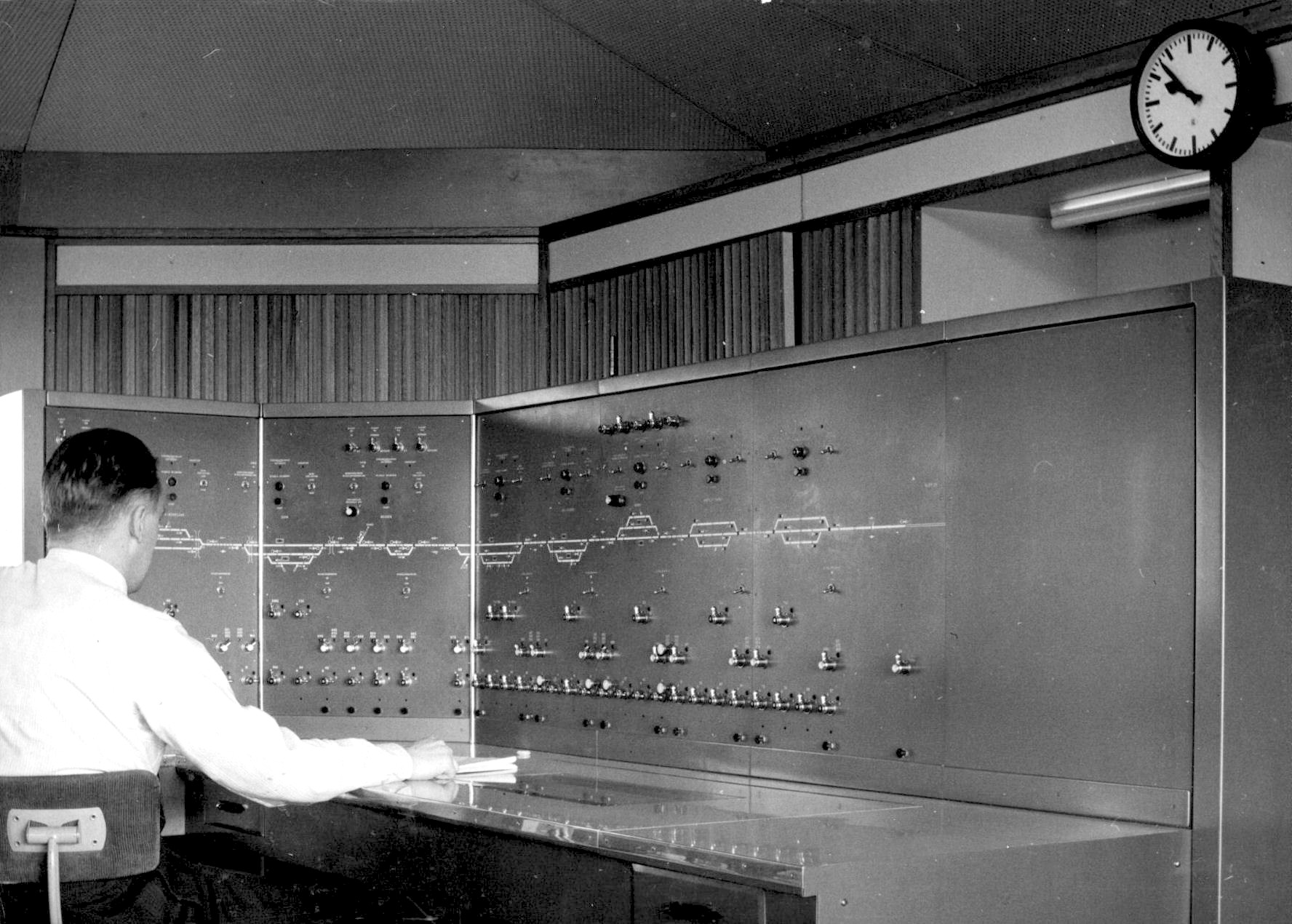
Aiguilleur dans sa cabine, aux Pays-Bas, en 1961.

#### L'atteleur

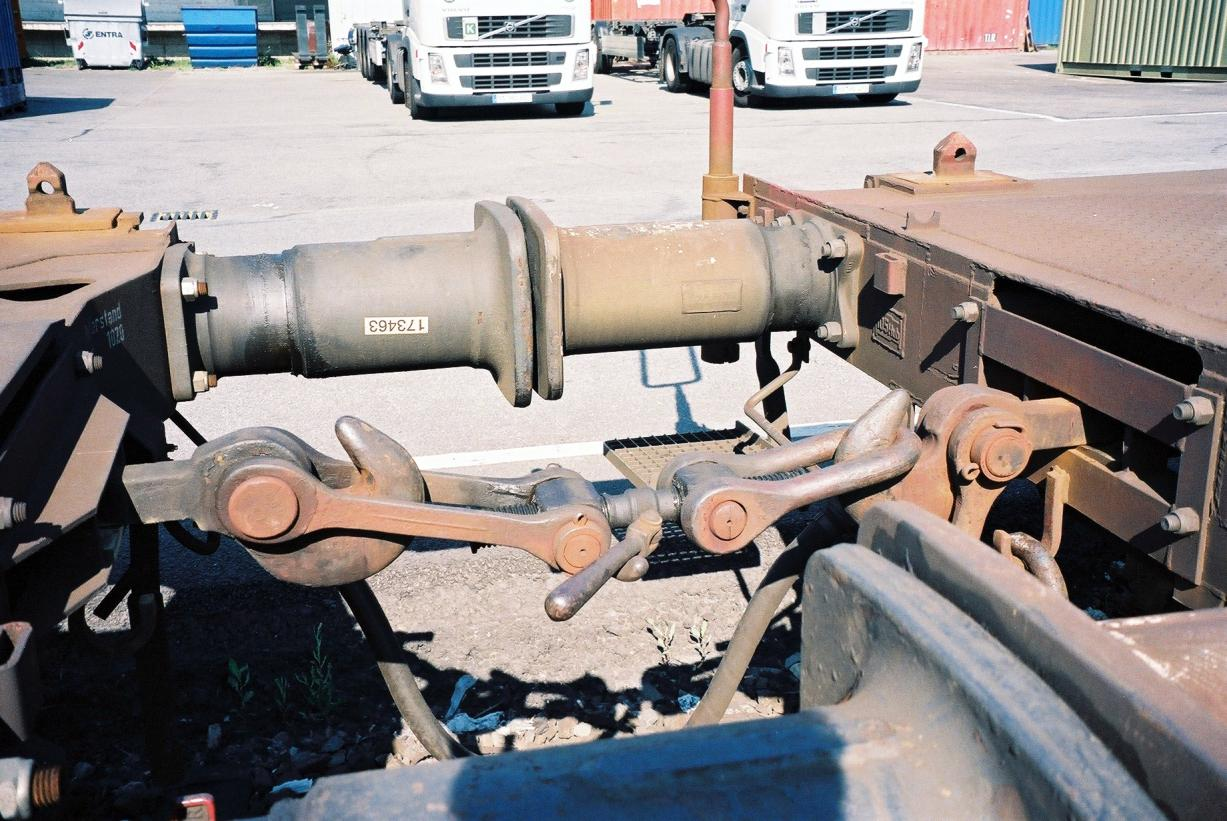
Attelage ferroviaire à vis.

L'atteleur est l'employé du chemin de fer chargé d'atteler les wagons.

#### Agent de manœuvres
L'agent de manœuvres dirige les manœuvres de raccordement ou de séparation de tranches de trains.

#### Le cantonnier
Le cantonnier était un ouvrier préposé à l’inspection et l'entretien de voies ferrées et de leurs abords. Les cantonniers vivaient généralement en couple avec une garde-barrière et étaient chargés de l'inspection quotidienne d'une section de voie ferrée de plusieurs kilomètres autour de la maison de garde-barrière. L'inspection des voies ferrées a pris d'autres formes et s'exerce sur des portions de ligne plus longues.

#### Le conducteur
Le conducteur est un employé d'une entreprise ferroviaire dont la fonction principale est d'assurer la conduite d'un train. À l'époque de la traction à vapeur, et parfois encore actuellement,  il était appelé «mécanicien » (en Belgique « machiniste »).

#### Le chef de service
Le chef de service à la SNCF est un agent chargé d'assurer sur le terrain la direction, la surveillance et, s'il y a lieu, l'exécution du service. Il peut assurer notamment la fonction d'agent-formation, l'expédition des trains et, à la demande d'un agent-circulation, certaines opérations relatives à la sécurité telles que la vérification de la libération d'une partie de voie, l'immobilisation d'un appareil de voie.

#### Le chef de manœuvre
Le chef de manœuvre est chargé de commander et d'exécuter des manœuvres dans le cadre d'une opération de formation d'un train (fret ou voyageur) ou de garage de rame. L’agent de manœuvre est placé sous ses ordres.

#### Le contrôleur de circulation ferroviaire
Le contrôleur de circulation ferroviaire est responsable de la circulation de tous les trains sur une ou plusieurs lignes ferroviaires données.

#### Le garde-barrière
Le garde-barrière généralement un agent féminin est une employée des chemins de fer chargée de garder les barrières d'un passage à niveau non automatique. Les gardes-barrières étaient logées dans une maison au bord de la voie le plus souvent mariées à un cantonnier chargé d'inspecter la voie sur la section autour du passage à niveau. Ce métier est en voie de disparition, la grande majorité des passages à niveau étant automatisés.

#### Le piqueur
Le piqueur est un agent technique qui a pour tâche de seconder le conducteur de travaux, de surveiller les équipes d'ouvriers et la bonne marche des travaux.

#### Le poseur de voie ferrée
Le poseur de voies ferrées est un employé chargé de poser et réparer les rails sur la ligne de chemin de fer, travaillant en équipe. La pose de rail manuelle est remplacée par des engins. 

#### Le reconnaisseur et le visiteur
Le reconnaisseur est l’agent chargé d’effectuer une reconnaissance de l’aptitude au transport (RAT), il est parfois familièrement appelé « ratier ». Le visiteur est l’agent chargé d’effectuer une visite technique sur les wagons.

#### L'agent de services en gare
Les agents de services en gare assurent (ou assuraient) des opérations de manipulation, de portage, de déplacement ou de chargement de marchandises, de produits ou d'objets. L'agent réalise ces opérations manuellement ou à l'aide d'engins spéciaux de manutention. Il réalise également toutes sortes d'opérations de l'après-vente voyageur (objets trouvés, consigne à bagages, aides aux personnes à mobilité réduite, recyclage des chariots à bagages, etc.). Le nombre d'agents de services en gare a beaucoup diminué, pour le fret en raison de la concentration des gares de marchandises (suppression des halles à marchandises et voies de débords des petites gares, quasi-disparition du transport en wagon isolé), pour les voyageurs, en raison de la suppression de services annexes tels que transport des bagages enregistrés (les trains de voyageurs ne comportent plus de fourgons, ni espaces de bagages), consignes etc.

## Dans la culture populaire
Les cheminots sont souvent caricaturés par les humoristes, chansonniers, caricaturistes.

### Humour
L'humoriste La Bajon ironise sur le métier du cheminot. Coluche en fera un sketch sur les délégués syndicaux.

### Chanson
Marie Reno s'amuse en rythme sur les grèves de cheminots.